# Isentrud von Hörselgau

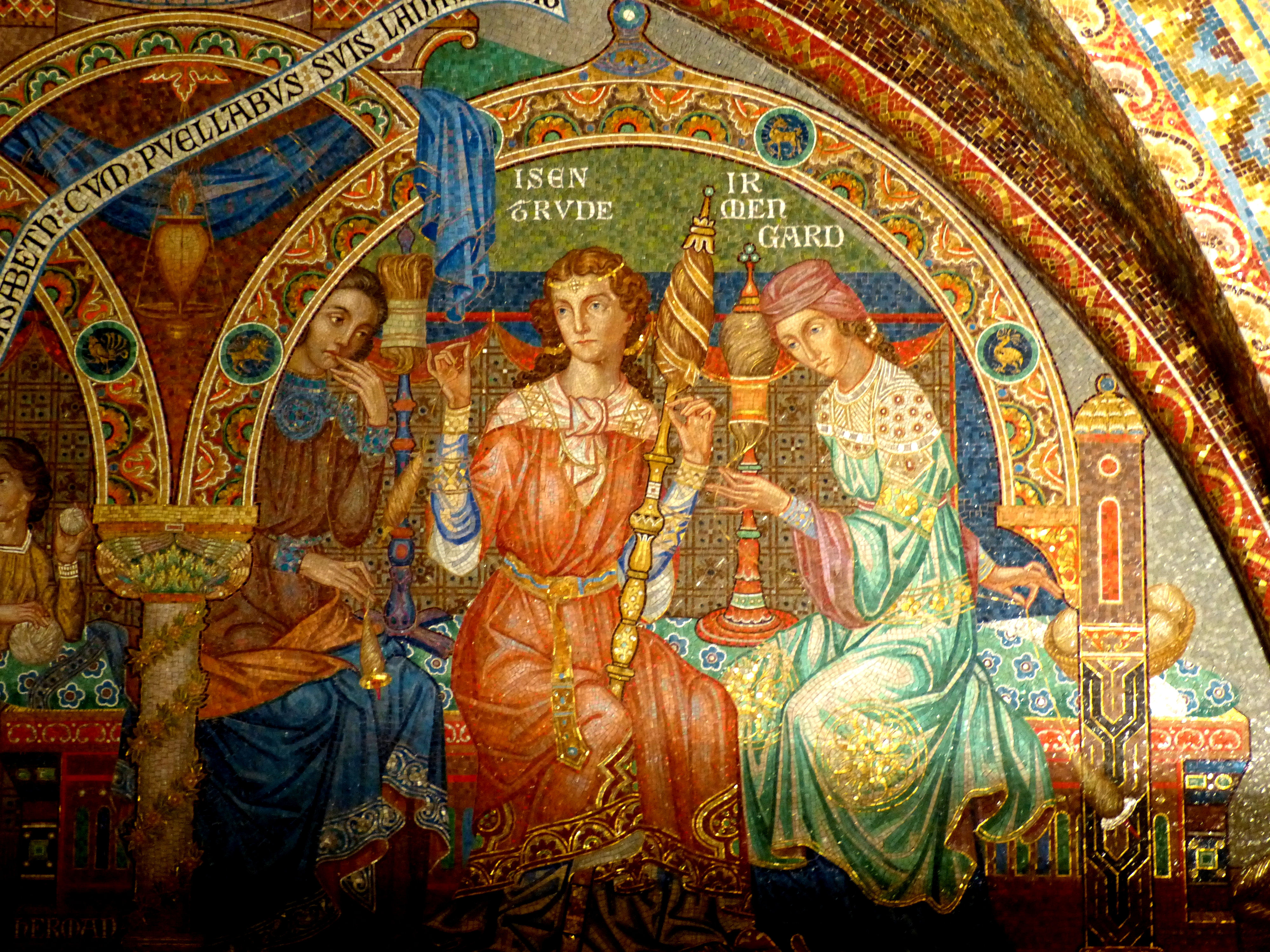
Isentrud von Hörselgau auf einem Mosaik in der Elisabethkemenate auf der Wartburg (Eisenach)

Isentrud von Hörselgau († nach 1235) war eine der Frauen im Gefolge der Elisabeth von Thüringen und eine der wesentlichen Zeuginnen in deren Heiligsprechungsprozess. Sie entstammte einer thüringischen Ministerialenfamilie und wurde der ungarischen Königstochter Elisabeth als Hofdame beigegeben, als diese als Vierzehnjährige den thüringischen Landgrafen Ludwig von Thüringen heiratete.

## Leben und Werk
Isentrud von Hörselgau blieb eine Vertraute der Elisabeth von Thüringen bis an deren Lebensende. Lediglich die letzten drei Lebensjahre, in denen Elisabeth von Thüringen als einfache Spitalschwester in dem von ihr in Marburg gegründeten Franziskushospital arbeitete, teilte sie nicht mit ihrer Herrin. Allerdings blieben sie in Kontakt miteinander. Isentrud von Hörselgau hätte wahrscheinlich das Leben ihrer Herrin auch als Spitalschwester geteilt, doch das verhinderte Elisabeth von Thüringens geistlicher Seelsorger Konrad von Marburg.
Isentrud von Hörselgau ist in die Geschichtsschreibung eingegangen, weil ihr Zeugnis wesentlicher Bestandteil des Libellus de dictis quatuor ancillarum sanctae Elisabeth confectus ist, in dem die Aussagen der vier sogenannten Dienerinnen der Elisabeth von Thüringen (neben Isentrud von Hörselgau die Hofdame Guda sowie die beiden Marburger Spitalschwestern Irmgard und Elisabeth) zusammengefasst sind. Gemeinsam mit der Summa vitae sind sie wesentliche Quellen des Elisabethlebens und erhellen teilweise Punkte, die Konrad von Marburg in seiner Lebensbeschreibung verschwieg. So weisen Guda und Isentrud von Hörselgau darauf hin, dass Konrad von Marburg Elisabeth von Thüringen befahl, nach Marburg umzusiedeln, nachdem ihr Ehemann auf dem Fünften Kreuzzug verstarb und ihr Schwager Heinrich Raspe sie von der Wartburg vertrieb. Isentrud von Hörselgau erhellt auch, wie radikal Konrad von Marburg versuchte, Elisabeth von Thüringen von ihrem bisherigen Leben zu trennen. So habe Elisabeth von Thüringen Guda und Isentrud von Hörselgau nur dann in Marburg empfangen, wenn dafür die Erlaubnis von Konrad von Marburg vorlag.
Die Zeugenaussage des Libellus wurden im Rahmen des Kanonisierungsprozesses der Heiligen Elisabeth von Thüringen 1232 bis 1235 protokolliert und überliefert.

### Einzelbelege
1. ↑  Werner, S. 56
2. ↑  Werner, S. 58